# 鉛筆爆弾
鉛筆爆弾（えんぴつばくだん）は、即席爆発装置の一種である。ドイツの化学者シェーレ博士によって設計され、第一次世界大戦の間にドイツのスパイ、フランツ・フォン・リンテレンによって用いられた。

## 設計
最初はシェーレ博士により、大きな葉巻程度のサイズの試作品が作られた。
鉛筆爆弾の外殻は鉛の円筒であり、円筒の内部は銅で出来た円盤で2つに仕切られる。仕切られた空間の一つはピクリン酸、もう一つの空間は硫酸等の腐食性液体で満たされた。円盤ははんだ付けされた。
両端は鉛のキャップがはめられ、キャップを蝋で固めることで気密性を保った。
仕切りとなる銅板は必要に応じ厚くも薄くも出来た。銅板が厚ければ銅を腐食して酸同士が反応するのに長い時間を要し、逆に薄ければ2つの酸は2，3日中に混ざって反応する。ディスクの厚みを調整することによって、酸が反応するまでの時間を決めることが出来た。これは安全で効率的な時限信管となった。
2つの酸が混合すると、静かであるが、強烈な炎がパイプの両端から20-30cm程飛び出る。酸の燃焼によって鉛の外殻は跡形もなく消え去る。

## 使用
フォン・リンテレンと彼の組織は、弾薬を運び込んでいる船に鉛筆爆弾を滑り込ませた。そして船が沖合に出た時に爆弾が発火し、積荷に引火させた。
鉛筆爆弾の被害にあった船は36隻にのぼり、被害総額は総額1000万ドル（2009年の価値で1億4200万ドル）と推定されている。

## 製造
爆弾は当初、ノルトドイチャー・ロイド社の定期船であるドイツ船籍汽船フリードリヒ・デア・グローセ号の船内で製造された。同船は第一次世界大戦勃発後しばらくして、アメリカ合衆国ニューヨーク港にて接収された。同船の船員がその後の爆弾生産作業を手伝った。同船はその後名前をUSSヒューロン（ID-1408）号と変えた。爆弾の実験台として汽船フォイボス号が選ばれ、その結果として『シッピング・ニュース』に「事故発生。汽船フォイボス号。ニューヨークからアークエンジェルへの航行中に火災。イギリス軍艦エイジャックス号によってリバプールの港に曳航される」と報じられた。